# ВМЗ-5298 «Лидер»
ВМЗ-5298 «Лидер» — российский высокопольный троллейбус большой вместимости для внутригородских пассажирских перевозок, производящийся с 2000 года на Вологодском механическом заводе. Последние троллейбусы (в версии ВМЗ-52981) были выпущены в 2015 году для Йошкар-Олы и Рыбинска.
Изначально модель имела только заводское обозначение ВМЗ-375, тип 5298 появился только после сертификации.
Модель троллейбуса используется во многих городах России, а также в Молдавии и Сербии.

## Описание
Двухосный высокопольный троллейбус, разработанный заводом в Вологде.
Основание кузова — швеллерное рамного типа, что увеличивает срок его службы по сравнению с более дешёвым трубчатым каркасом. Борта кузова — из цельнотянутого оцинкованного листа, повышающего коррозионную стойкость обшивки. Двери троллейбуса двухстворчатые, включая переднюю. Створки дверей и подножки выполнены из стеклопластика. В передней двери одна створка предназначена для входа и выхода пассажиров, вторая — для входа и выхода водителя.
Из-под кузова на крышу вынесены пуско-тормозные резисторы, групповой реостатный контроллер и статический преобразователь. Остальное электрооборудование расположено в отдельных изолированных отсеках под полом.
Кузов и крыша имеют тепло- и звукоизоляцию. Для отопления салона использованы электрические калориферы общей мощностью 9 кВт.
На основе этой модели разработан шарнирно-сочленённый троллейбус ВМЗ-6215.
С 2009 года также выпускается троллейбус ВМЗ-52981 в том же кузове. Его отличиями являются более низкий пол, швеллерная рама вместо профильной, маленькие колёса и др.

## История поставок
В Москве ВМЗ-5298 эксплуатировались с начала 2002 года, когда поступила единственная партия из 20 машин. В настоящее время все троллейбусы данной серии списаны. На сентябрь 2009 года эксплуатировалось 12, при этом один в 2008 году прошёл капитальный ремонт на МТрЗ без замены кузова (№ 2906). Минимум один троллейбус сгорел (№ 2910), другие были отправлены на МТрЗ для прохождения капитального ремонта с заменой кузова.
В Курске ВМЗ-5298.00 эксплуатировались с 2001 по 2018 год. Партия из 6 машин поступила в 2001 году, данная можель довольно долго работала с ЛиАЗ-5280, ЗиУ-682Г и низкопольными троллейбусами 1К курской сборки. В 2018 году все высокопольные троллейбусы были списаны и заменены Тролза-5265 «Мегаполис».
В 2001 году для опытной эксплуатации одну единицу тогда ещё ВМЗ-375 приобрёл Оренбург (машина ещё работает под номером 333). Однако предпочтение было отдано уфимским машинам. В 2009—2010 годах в Оренбург была закуплена партия ВМЗ-5298.23.
В Миассе ВМЗ-5298 эксплуатируется с 2006 года, в качестве системы управления вместо РКСУ используется ТрСУ SDMC-103.
В Иркутск в 2009 году поступило 30 единиц ВМЗ-5298. Иркутск является городом с самым большим в мире количеством троллейбусов данной модели (с поставленными в 2004 году — 33 штуки). В 2015 году специалистами МУП «Иркутскгортранс» один троллейбус ВМЗ-5298 был оборудован самостоятельно разработанной системой автономного хода. В троллейбус с транзисторной системой управления коллекторным двигателем были установлены 36 гелиевых аккумуляторных батарей и система контроля заряда. Это позволяло машине проезжать 30% участков маршрута без использования контактной сети. На дооборудование троллейбуса системой автономного хода потребовалось около одного миллиона рублей, что было в три раза дешевле приобретения заводского аналога (на тот момент).

## Модификации
- ВМЗ-5298.00
- ВМЗ-5298-020
- ВМЗ-5298-20
- ВМЗ-5298-20-01
- ВМЗ-5298-22
- ВМЗ-5298-23-01
- ВМЗ-52981

## Эксплуатирующие города
Модели троллейбуса ВМЗ-5298 можно встретить во многих городах России, а также в Молдавии и Сербии
| Страна  | Город             | Эксплуатирующая организация                                               | Модификация               | Количество |
| Молдова | Бельцы            | МП «Бельцкое троллейбусное управление»                                    | ВМЗ-5298.00 (ВМЗ-375)     | 7 единиц |
| Молдова | Кишинёв           | Кишинёвский троллейбус                                                    | ВМЗ-5298-20               | 2 единицы |
| Россия  | Армавир           | МП г. Армавира «Троллейбусное управление»                                 | ВМЗ-5298.00 (ВМЗ-375)     | 1 единица |
| Россия  | Барнаул           | МУП «Горэлектротранс»                                                     | ВМЗ-5298-20               | 2 единицы |
| Россия  | Барнаул           | МУП «Горэлектротранс»                                                     | ВМЗ-52981                 | 2 единицы |
| Россия  | Благовещенск      | МП «Троллейбусное управление»                                             | ВМЗ-5298.00 (ВМЗ-375)     | 2 единицы |
| Россия  | Братск            | МП «Братское троллейбусное управление»                                    | ВМЗ-5298-20               | 17 единиц |
| Россия  | Брянск            | МУП «Брянское троллейбусное управление»                                   | ВМЗ-5298.00 (ВМЗ-375)     | 3 единицы (все списаны) |
| Россия  | Брянск            | МУП «Брянское троллейбусное управление»                                   | ВМЗ-52981                 | 3 единицы (2 списаны, 1 не эксплуатируется)                                                                                            |
| Россия  | Видное            | МУП «Видновский троллейбусный парк»                                       | ВМЗ-5298.00 (ВМЗ-375)     | 2 единицы |
| Россия  | Владимир          | ОАО «Владимирпассажиртранс»                                               | ВМЗ-5298.00 (ВМЗ-375)     | 1 единица (списан) |
| Россия  | Вологда           | МУП "ПАТП 1"                                                              | ВМЗ-5298.00 (ВМЗ-375)     | 5 единиц |
| Россия  | Екатеринбург      | ЕМУП «ТТУ»                                                                | ВМЗ-5298.00 (ВМЗ-375)     | 11 единиц |
| Россия  | Екатеринбург      | ЕМУП «ТТУ»                                                                | ВМЗ-52981                 | 2 единицы |
| Россия  | Ижевск            | МУП «ИжГЭТ»                                                               | ВМЗ-5298-22               | 9 единиц |
| Россия  | Иркутск           | МУП «Иркутскгорэлектротранс»                                              | ВМЗ-5298.00 (ВМЗ-375)     | 33 единицы |
| Россия  | Иркутск           | МУП «Иркутскгорэлектротранс»                                              | ВМЗ-52981                 | 1 единица |
| Россия  | Йошкар-Ола        | МП «Троллейбусный транспорт»                                              | ВМЗ-52981                 | 1 единица |
| Россия  | Калининград       | МКП «Калининград-ГОРТРАНС»                                                | ВМЗ-5298.00 (ВМЗ-375)     | 1 единица |
| Россия  | Кострома          | Костромское муниципальное троллейбусное управление                        | ВМЗ-5298.00 (ВМЗ-375)     | 5 единиц |
| Россия  | Кострома          | Костромское муниципальное троллейбусное управление                        | ВМЗ-5298-20               | 1 единица |
| Россия  | Курск             | МУП «Курскэлектротранс»                                                   | ВМЗ-5298.00 (ВМЗ-375)     | 6 единиц (не эксплуатируются с 2018 года, ожидают списания)                                                                            |
| Россия  | Ленинск-Кузнецкий | МП «Производственное троллейбусное управление города Ленинска-Кузнецкого» | ВМЗ-52981                 | 5 единиц |
| Россия  | Липецк            | МУП «ГЭТ»                                                                 | ВМЗ-5298.00 (ВМЗ-375)     | Троллейбусное движение в Липецке закрыто 15 августа 2017. Все троллейбусы были списаны, ожидают утилизации на Новолипецкой металлобазе |
| Россия  | Миасс             | МАУ «УПП МГО»                                                             | ВМЗ-5298.00 (ВМЗ-375)     | 12 единиц |
| Россия  | Миасс             | МАУ «УПП МГО»                                                             | ВМЗ-52981                 | 2 единицы |
| Россия  | Москва            | ГУП «Мосгортранс»                                                         | ВМЗ-5298.00 (ВМЗ-375)     | 20 (все списаны) |
| Россия  | Мурманск          | ОАО «Электротранспорт»                                                    | ВМЗ-5298.00 (ВМЗ-375)     | 4 единицы (3 списаны) |
| Россия  | Мурманск          | ОАО «Электротранспорт»                                                    | ВМЗ-52981                 | 7 единиц |
| Россия  | Нижний Новгород   | МП «Нижегородэлектротранс»                                                | ВМЗ-52981                 | 21 единица |
| Россия  | Новосибирск       | МКП «ГЭТ»                                                                 | ВМЗ-5298.00 (ВМЗ-375)     | 2 единицы |
| Россия  | Оренбург          | МКП «Оренбургский Городской Пассажирский Транспорт»                       | ВМЗ-5298.00 (ВМЗ-375)     | 10 единиц |
| Россия  | Оренбург          | МКП «Оренбургский Городской Пассажирский Транспорт»                       | ВМЗ-52981                 | 9 единиц |
| Россия  | Пермь             | МУП «Горэлектротранс»                                                     | ВМЗ-5298.00 (ВМЗ-375)     | 3 единицы (списаны) |
| Россия  | Петрозаводск      | ПМУП «Городской Транспорт»                                                | ВМЗ-5298.00 и модификации | 7 единиц |
| Россия  | Ростов-на-Дону    | ООО РТК «Русэлтранс»                                                      | ВМЗ-5298.00 (ВМЗ-375)     | 1 единица |
| Россия  | Рыбинск           | АО «Рыбинскэлектротранс»                                                  | ВМЗ-5298.00 (ВМЗ-375)     | 4 единицы |
| Россия  | Рыбинск           | АО «Рыбинскэлектротранс»                                                  | ВМЗ-5298-20               | 2 единицы |
| Россия  | Рыбинск           | АО «Рыбинскэлектротранс»                                                  | ВМЗ-52981                 | 5 единиц |
| Россия  | Санкт-Петербург   | ГУП «Горэлектротранс»                                                     | ВМЗ-5298.00 (ВМЗ-375)     | 45 единиц |
| Россия  | Санкт-Петербург   | ГУП «Горэлектротранс»                                                     | ВМЗ-5298-020              | 14 единиц |
| Россия  | Санкт-Петербург   | ГУП «Горэлектротранс»                                                     | ВМЗ-5298-20               | 41 единица |
| Россия  | Санкт-Петербург   | ГУП «Горэлектротранс»                                                     | ВМЗ-5298-20-01            | 1 единица |
| Россия  | Санкт-Петербург   | ГУП «Горэлектротранс»                                                     | ВМЗ-5298-22               | 12 единиц |
| Россия  | Санкт-Петербург   | ГУП «Горэлектротранс»                                                     | ВМЗ-5298-23-01            | 3 единицы |
| Россия  | Санкт-Петербург   | ГУП «Горэлектротранс»                                                     | ВМЗ-52981                 | 7 единиц |
| Россия  | Таганрог          | МУП «ТТУ»                                                                 | ВМЗ-52981                 | 5 единиц |
| Россия  | Тамбов            | МУП «Тамбовгортранс»                                                      | ВМЗ-5298.00 (ВМЗ-375)     | 1 единица |
| Россия  | Тула              | МУП «Тулгорэлектротранс»                                                  | ВМЗ-5298.00 (ВМЗ-375)     | 17 единиц |
| Россия  | Тула              | МУП «Тулгорэлектротранс»                                                  | ВМЗ-5298-20               | 8 единиц |
| Россия  | Хабаровск         | МУП «ХТТУ»                                                                | ВМЗ-5298-00               | 8 единиц |
| Россия  | Чебоксары         | МУП «ЧТУ»                                                                 | ВМЗ-52981                 | 6 единиц |
| Россия  | Чита              | МП «Троллейбусное управление»                                             | ВМЗ-5298.00 (ВМЗ-375)     | 10 единиц |
| Сербия  | Белград           | ГСП «Београд»                                                             | ВМЗ-5298.00 (ВМЗ-375)     | 1 единица |

## Фотогалерея

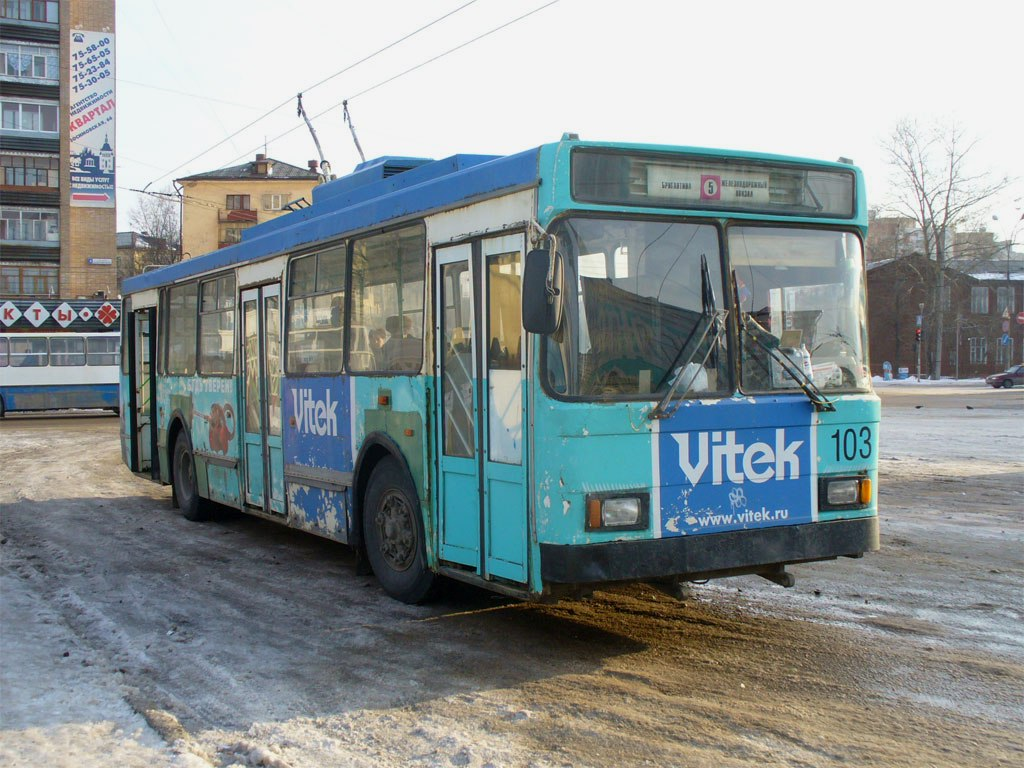
ВМЗ-5298.00 (ВМЗ-375) в Вологде
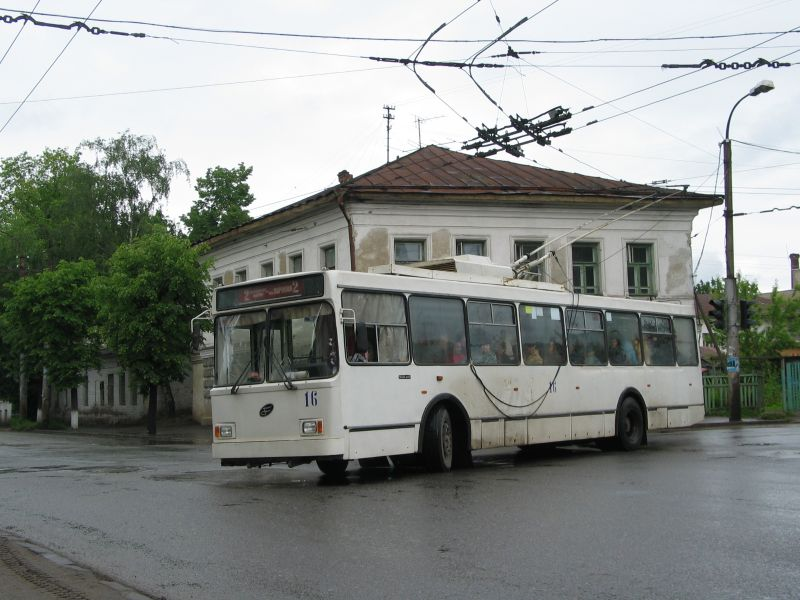
ВМЗ-5298.00 (ВМЗ-375) в Костроме
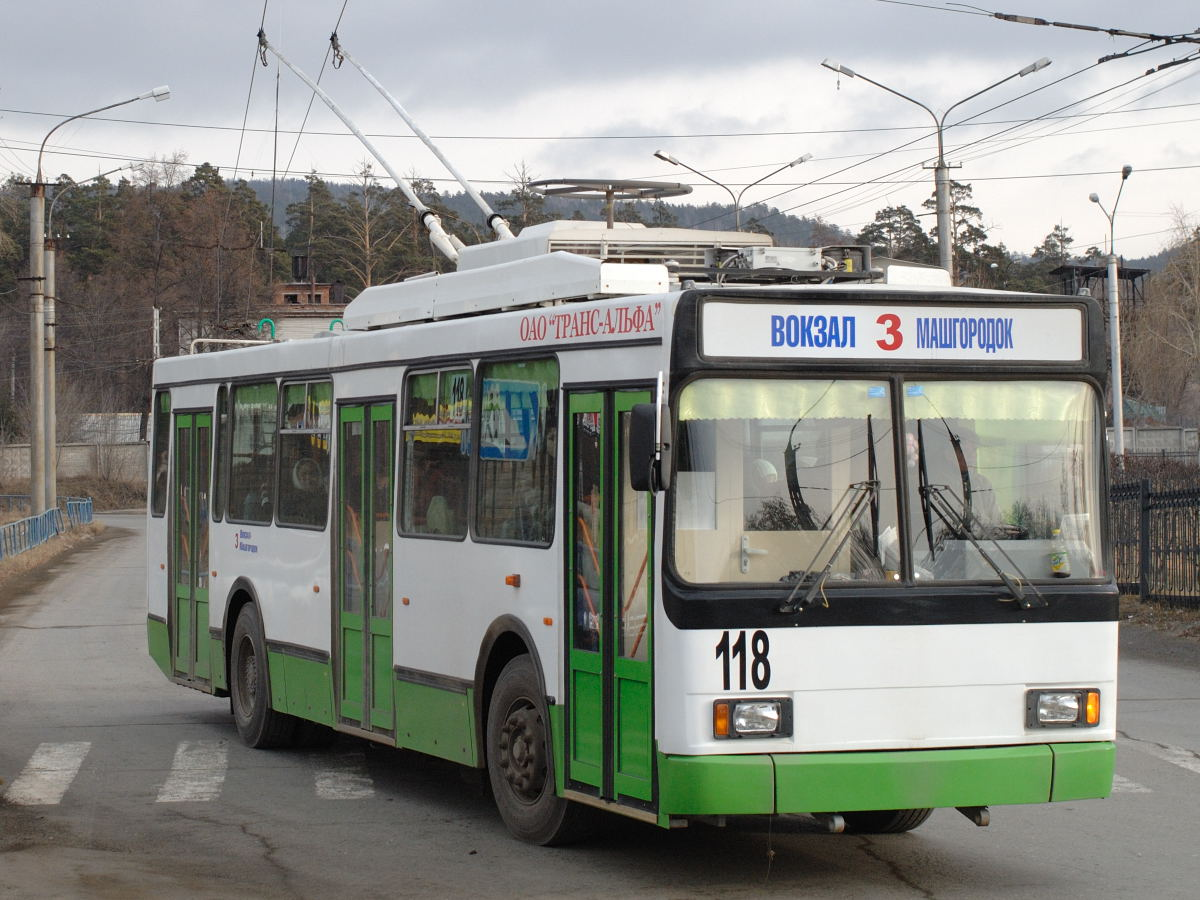
ВМЗ-5298.00 (ВМЗ-375) в Миассе

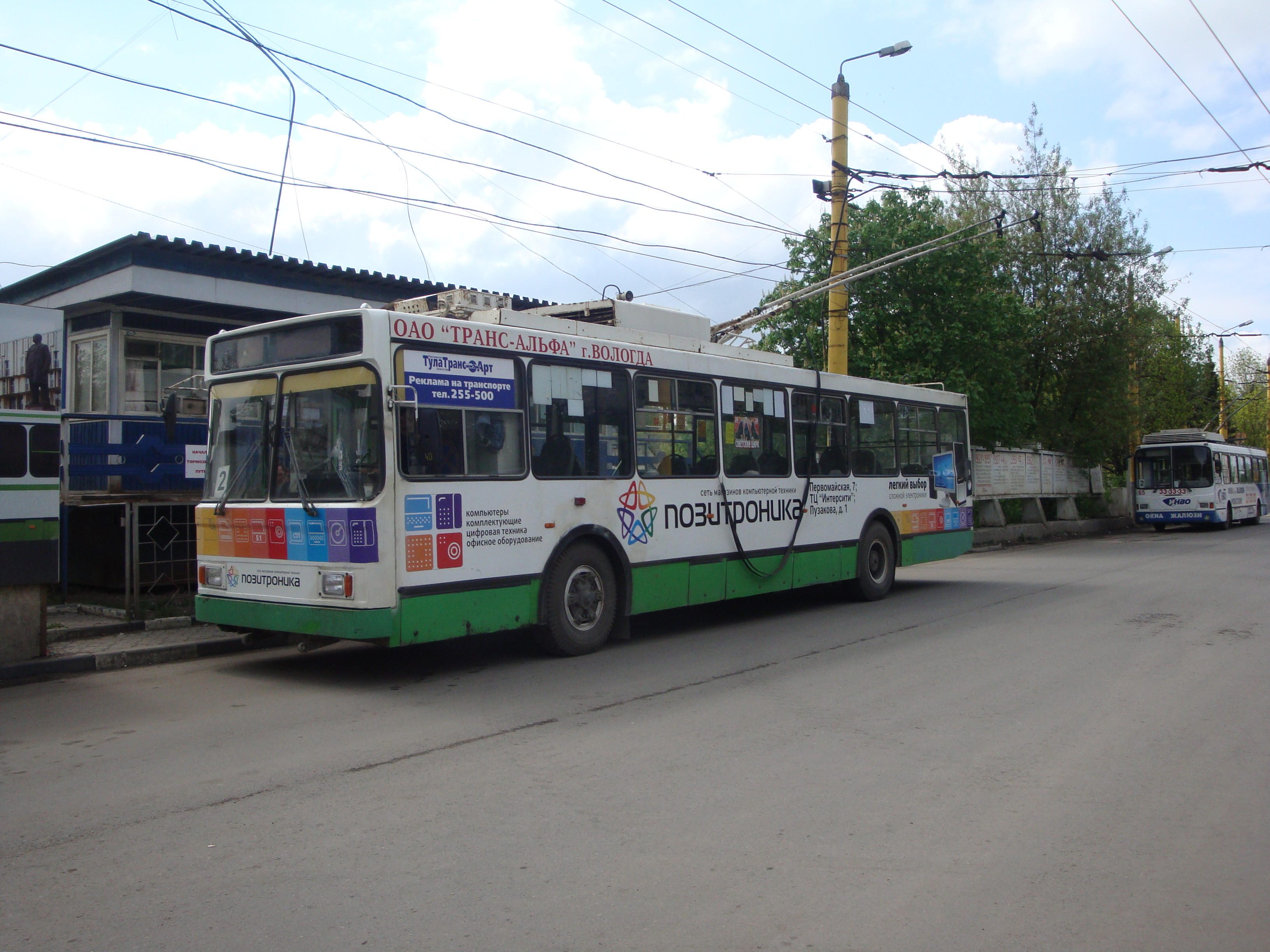
ВМЗ-5298.00 (ВМЗ-375) в Туле
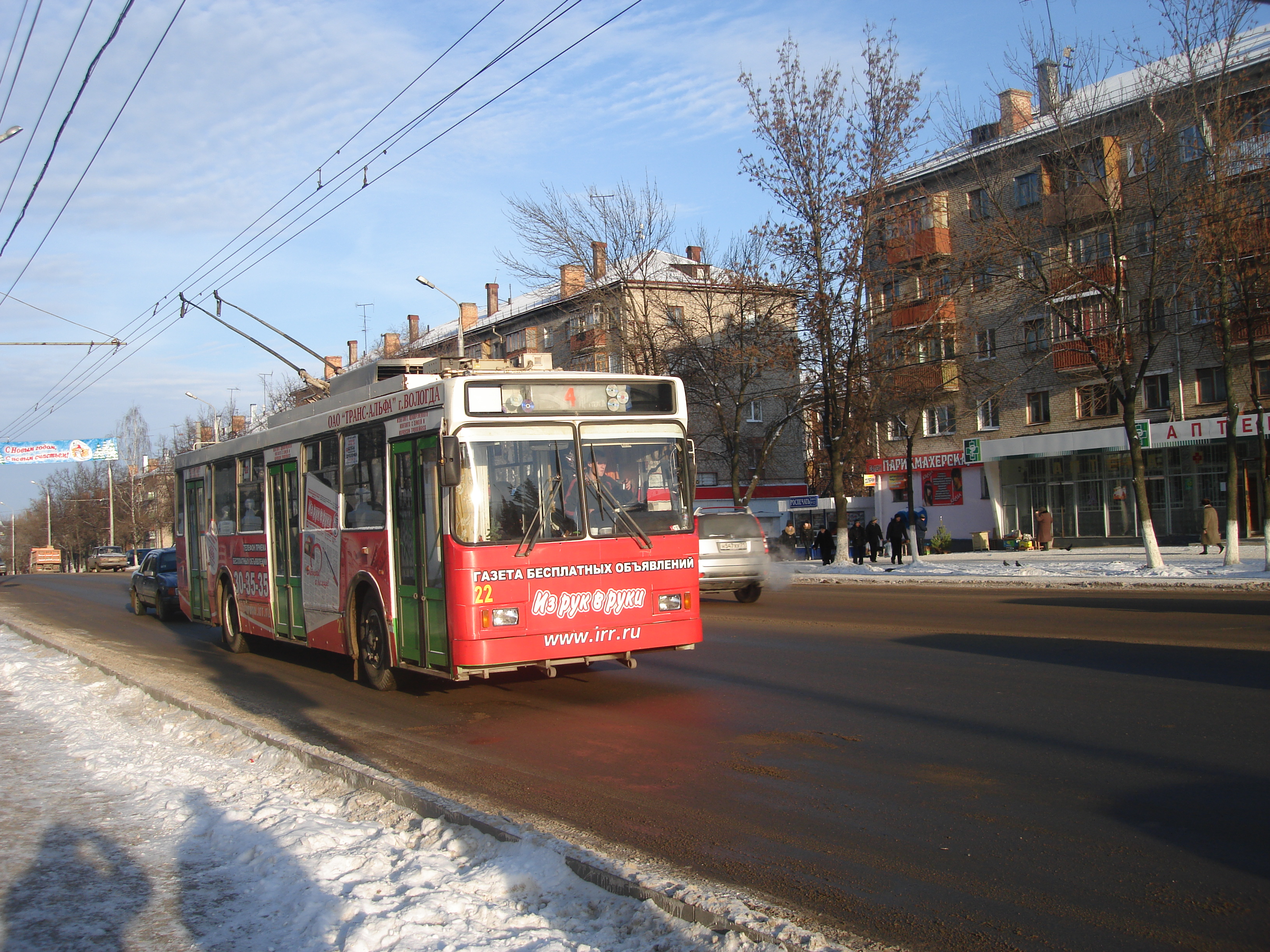
ВМЗ-5298.00 (ВМЗ-375) в Туле
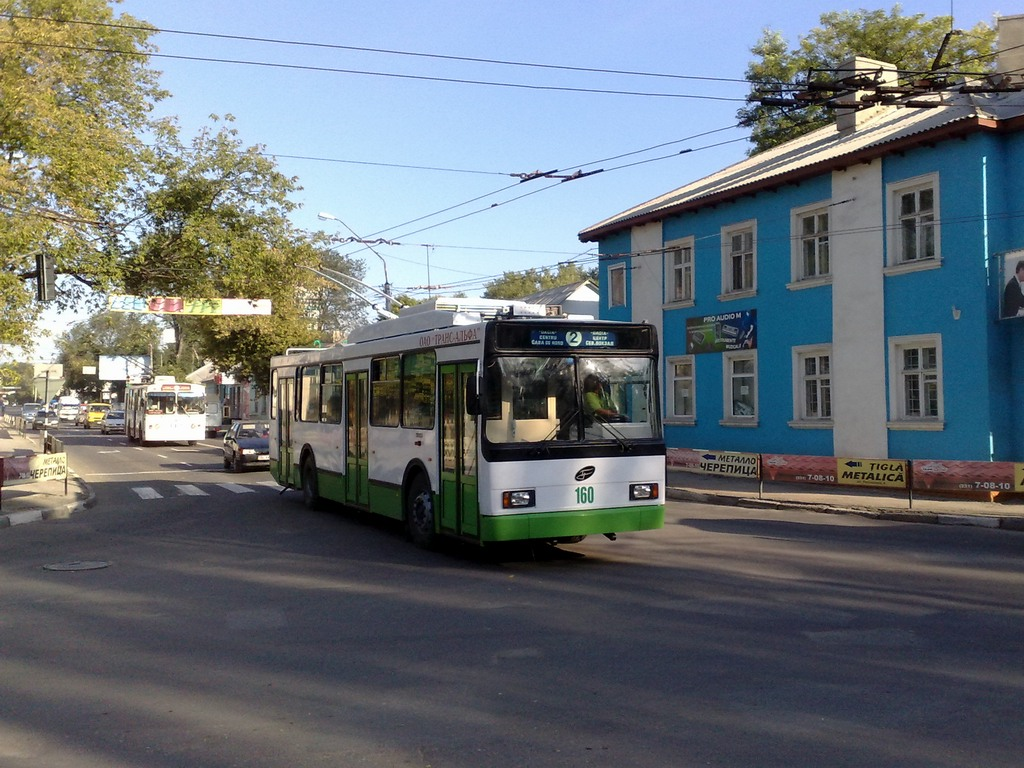
ВМЗ-5298.00 (ВМЗ-375) в городе Бельцы